# آيت ماحي آيت كنون (تسقي)
آيت ماحي آيت كنون هي إحدى مشيخات المملكة المغربية، تتبع جغرافيا لإقليم أزيلال وإداريًا لتسقي. يقدر عدد سكانها بـ 1046 نسمة حسب الإحصاء الرسمي للسكان والسكنى لسنة 2004.